# Promalactis
Promalactis is een geslacht van vlinders van de familie sikkelmotten (Oecophoridae), uit de onderfamilie Oecophorinae.

## Soorten
- Promalactis aculeiformis Wang, 2020[2]
- Promalactis apicitriangula Wang, 2020[2]
- Promalactis bomiensis Wang, 2020[2]
- Promalactis brevipalpa Wang, 2020[2]
- Promalactis coloristigmosa Wang, 2020[2]
- Promalactis cruciata Wang, 2020[2]
- Promalactis curvispinosa Wang, 2020[2]
- Promalactis fasciserrata Wang, 2020[2]
- Promalactis lateridentalis Wang, 2020[2]
- Promalactis latispinata Wang, 2020[2]
- Promalactis libona Wang, 2020[2]
- Promalactis lonchodes Wang, 2020[2]
- Promalactis magnispina Wang, 2020[2]
- Promalactis medilargissima Wang, 2020[2]
- Promalactis medimacularis Wang, 2020[2]
- Promalactis plicata Wang, 2020[2]
- Promalactis ramivalvata Wang, 2020[2]
- Promalactis serraticostalis Wang, 2020[2]
- Promalactis tricuspidata Wang et Li, 2004[3]

- P. amphicopa Meyrick, 1908
- P. autoclina Meyrick, 1935
- P. bathroclina Meyrick, 1918
- P. calathiscias Meyrick, 1937
- P. callimetalla Meyrick, 1908
- P. climacota Meyrick, 1914
- P. clinometra Meyrick, 1908
- P. commotica Meyrick, 1923
- P. cornigera Meyrick, 1918
- P. crenopa Meyrick, 1908
- P. dimolybda Meyrick, 1935
- P. enopisema Butler, 1879
- P. epistacta Meyrick, 1908
- P. geometrica Meyrick, 1913
- P. haliclysta Meyrick, 1908
- P. holozona Meyrick, 1908
- P. isodora Meyrick, 1908
- P. isopselia (Meyrick, 1906)
- P. isothea Meyrick, 1930
- P. jezonica (Matsumura, 1931)

- P. lunisequa Meyrick, 1931
- P. mercedella (Staudinger, 1859)
- P. nebrias Meyrick, 1908
- P. odaiensis Park, 1980
- P. orphanopa Meyrick, 1915
- P. parazeucta Meyrick, 1908
- P. pentaclosta Meyrick, 1922
- P. pyrochalca Meyrick, 1931
- P. recurva Meyrick, 1914
- P. ruficolor Meyrick, 1919
- P. scalmotoma Meyrick, 1918
- P. semantris Meyrick, 1906
- P. sphaerograpta Meyrick, 1937
- P. spintheritis Meyrick, 1908
- P. sponsalis Meyrick, 1920
- P. teleutopa Meyrick, 1934
- P. thiasitis Meyrick, 1908
- P. venustella (Christoph, 1882)
- P. veridica Meyrick, 1913